# Sienkiewiczówka
Sienkiewiczówka (ukr. Сенкевичівка) – osiedle typu miejskiego na Ukrainie w rejonie łuckim (do 2020 w rejonie horochowskim) obwodu wołyńskiego. Osiedle liczy 1,4 tys. mieszkańców (2001).
Znajduje tu się stacja kolejowa Sienkiewiczówka, położona na linii Lwów – Kiwerce.

## Historia
Miejscowość została założona w 1924 r. W II Rzeczypospolitej należała do gminy wiejskiej Czaruków w powiecie łuckim województwa wołyńskiego.
Od września 1939 roku pod okupacją sowiecką. 26 czerwca 1941 zajęta przez Wehrmacht. Na wiosnę 1942 roku Niemcy utworzyli w Sienkiewiczówce getto dla ludności żydowskiej, które zostało zlikwidowane 5 października 1942 roku. Około 800 osób rozstrzelano w pobliżu stacji kolejowej. Zbrodni dokonało Sicherheitsdienst z pomocą ukraińskiej policji.
Od 1942 roku w Sienkiewiczówce istniała konspiracyjna grupa polskiej samoobrony. Po rozpoczęciu rzezi wołyńskiej w 1943 roku dzięki wsparciu przychylnego Polakom miejscowego Kreislandwirta Leopolda Hampela w miejscowości powstała legalna samoobrona uzbrojona przez Niemców, tocząca ciągłe walki z UPA. W walkach tych zginęło 20 członków samoobrony. Do Sienkiewiczówki ściągnęło około 1 tys. polskich uchodźców. Gdy w czerwcu 1943 Hampela odwołano za sprzyjanie Polakom, samoobrona ewakuowała ludność polską do Łucka, skąd Niemcy wiele osób wywieźli na roboty przymusowe w III Rzeszy. Po dostaniu się miejscowości w ręce Ukraińców część budynków została spalona, w tym kościół, stacja kolejowa i młyn.